# Relations entre le Monténégro et l'Union européenne
Les relations entre le Monténégro et l'Union européenne remontent aux premières années suivant l'éclatement de la Yougoslavie ; processus qui a conduit à l'accession progressive du Monténégro à l'indépendance en 2006 ; et se distinguent par une période de transition démocratique puis par une phase de rapprochement avec pour objectif à long terme, l'adhésion du pays à l'Union européenne.

## Période post-indépendance
Un partenariat est adopté avec le Monténégro en janvier 2007, puis, le 15 octobre de la même année, un accord de stabilisation et d'association (ASA) est signé à Luxembourg.
Le 15 novembre 2007, un accord-cadre relatif à l'instrument d'aide de préadhésion est signé.

## Demande d’adhésion
La demande d'adhésion est donnée au Conseil européen le 15 décembre 2008.

## Sources

## Compléments